# Henry Ford
Henry Ford (Dearborn, Míchigan, 30 de julio de 1863-Dearborn, Míchigan, 7 de abril de 1947) fue un empresario, ingeniero industrial estadounidense, fundador de la compañía Ford Motor Company y padre de las cadenas de producción modernas utilizadas para la producción en masa.
La introducción del Ford T en el mercado automovilístico revolucionó el transporte y la industria en Estados Unidos. Fue un inventor prolífico que obtuvo 161 patentes registradas en ese país. Como único propietario de la compañía Ford, se convirtió en una de las personas más conocidas y más ricas del mundo.
A él se le atribuye el fordismo, sistema que se difundió entre finales de los años treinta y principios de los setenta y que creó mediante la fabricación de un gran número de automóviles de bajo costo mediante la producción en cadena. Este sistema llevaba aparejada la utilización de maquinaria especializada y un número elevado de trabajadores en plantilla con salarios elevados.
Su visión global, con el consumismo como llave de la paz, es la clave de su éxito. Su intenso compromiso de reducción de costes llevó a una gran cantidad de inventos técnicos y de negocio, incluyendo un sistema de franquicias que estableció un concesionario en cada ciudad de Estados Unidos y Canadá y en las principales ciudades de los cinco continentes.
Ford dejó gran parte de su inmensa fortuna a la Fundación Ford, pero también se aseguró de que su familia controlase la compañía permanentemente.

## Primeros años

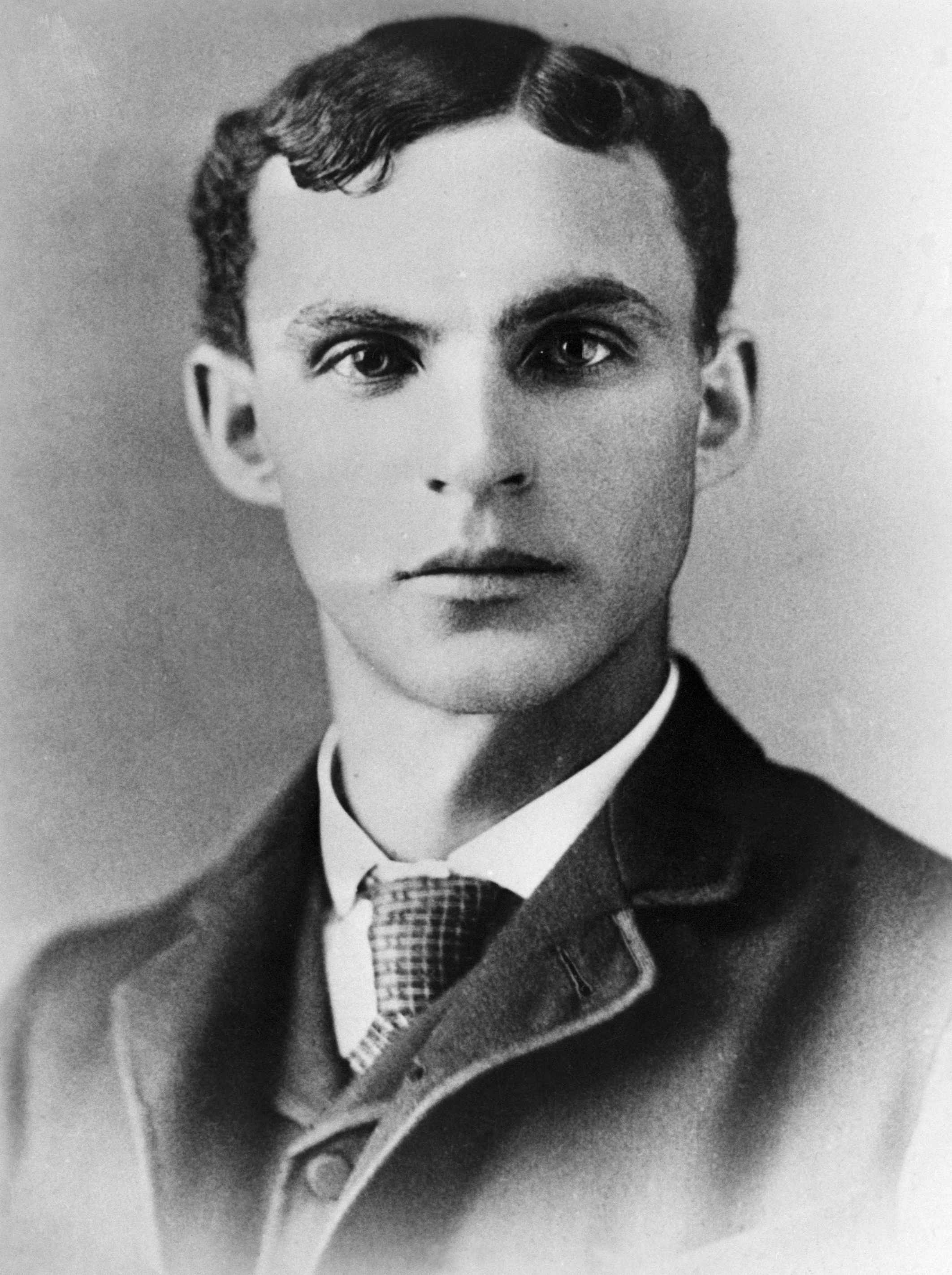
Henry Ford en 1888.

Henry Ford nació en una granja en el seno de una familia muy pobre, en un pueblo rural al oeste de Detroit (el área en cuestión es ahora parte de Dearborn, Míchigan). Sus padres fueron William Ford (1826-1905) y Mary Litogot (c. 1839-1876). Eran de ascendencia inglesa, pero habían vivido en Irlanda, en el Condado de Cork. Tuvo varios hermanos: Margaret (1867-1868), Jane (c. 1868-1945), William (1871-1917) y Robert (1873-1934).
Durante el verano de 1873, Henry vio por primera vez una máquina autopropulsada; una máquina de vapor estacionaria que podía ser usada para actividades agrícolas. El operador, Fred Reden, la había montado encima de ruedas a las que había conectado mediante una cadena. Henry quedó fascinado con la máquina y Reden durante el año siguiente enseñó al joven cómo encender y manejar el motor. Ford dijo más adelante que esta experiencia fue la que le «enseñó que era por instinto un ingeniero».
Henry llevó esta pasión por los motores a su propia casa. Su padre le dio un reloj de pulsera al comienzo de su adolescencia. A los 15 tenía una buena reputación como reparador de relojes, habiendo desmantelado y vuelto a ensamblar los relojes de amigos y vecinos docenas de veces.
Su madre murió en 1876. Fue un duro golpe que dejó al joven destrozado. Su padre esperaba que Henry finalmente se hiciera cargo de la granja familiar, pero Henry odiaba ese trabajo. Por otra parte, con su madre muerta ya había poco que le atase a la granja. Más tarde dijo: «nunca tuve un amor particular por la granja. Era la madre en la granja a la que amaba».
En 1879 dejó su casa y se dirigió a Detroit para trabajar como aprendiz de maquinista, primero en James F. Flower & Bros., y más tarde en Detroit Dry Dock Co. En 1882 volvió a Dearborn para trabajar en la granja y se encargó del manejo de la máquina de vapor portátil Westinghouse hasta hacerse un experto. Esto le llevó a ser contratado por la compañía Westinghouse para dar servicio a sus máquinas de vapor.
Durante su matrimonio con Clara Bryant en 1888, Ford se mantuvo mediante la granja y operando un aserradero. Tuvieron un hijo, Edsel Bryant Ford (1893-1943).
En 1891, Ford consiguió el puesto de ingeniero en la compañía Edison, y tras su ascenso a ingeniero jefe en 1893 comenzó a tener suficiente tiempo y dinero como para dedicarlo a sus propios experimentos con motores de gasolina. Estos experimentos culminaron en 1896 con la invención de su propio vehículo autopropulsado denominado cuadriciclo, que hizo su primera prueba con éxito el 4 de junio de ese año. Tras varias pruebas, Ford comenzó a desarrollar ideas para mejorarlo.

## Detroit Automobile Company y la Henry Ford Company
Tras este exitoso comienzo, Ford llegó a Edison Illuminating en 1899 junto con otros inventores, y formaron la Detroit Automobile Company. La compañía pronto acabó en bancarrota por culpa de que Ford continuaba mejorando los prototipos en lugar de vender coches. Hacía carreras entre su coche y los de otros fabricantes para demostrar la superioridad de su diseño. Con este interés en los coches de carreras creó la Henry Ford Company. Durante este periodo condujo personalmente uno de sus coches en la victoria frente a Alexander Winton el 10 de octubre de 1901.
En 1902, Ford siguió trabajando en su coche de carreras, con el consecuente perjuicio a sus inversores. Querían un modelo preparado para la venta y trajeron a Henry M. Leland para que lo llevase a cabo. Ford renunció ante este menoscabo de su autoridad, y posteriormente dijo: «Dimití determinado a nunca jamás volver a ponerme bajo las órdenes de nadie». La compañía fue reorganizada bajo el nuevo nombre de Cadillac.

## Ford Motor Company
Henry Ford recién tuvo éxito en su tercer proyecto empresarial, lanzado en 1903: la Ford Motor Company, fundada el 16 de junio junto con otros once inversores y con una inversión inicial de 28 000 dólares estadounidenses. En un automóvil de reciente diseño, Ford hizo una exhibición en la cual el coche corrió la distancia de una milla en el lago helado de St. Clair en 39.4 segundos, batiendo el récord de velocidad en tierra. Convencido por este éxito, el famoso piloto de coches Barney Oldfield, que llamó a este modelo de Ford 999 en honor a uno de los vehículos de carreras de la época, condujo el coche a lo largo y ancho del país, haciendo que la nueva marca de Ford fuese conocida en todo EE. UU. Ford también fue uno de los primeros impulsores de las 500 millas de Indianápolis.
Ford asombró al mundo en 1914 ofreciendo un salario a sus trabajadores de cinco dólares al día, que en esa época era más del doble de lo que se pagaba a la mayoría de estos empleados. Esta táctica le resultó inmensamente provechosa cuando los mejores mecánicos de Detroit comenzaron a cambiarse a la empresa Ford, trayendo con ellos su capital humano y experiencia, incrementando la productividad y reduciendo los costos de formación. Ford lo denominó «motivación salarial». El uso de la integración vertical en la compañía también resultó muy útil, cuando Ford construyó una fábrica gigantesca en la que entraban materias primas y salían automóviles terminados.

### El Modelo «T»

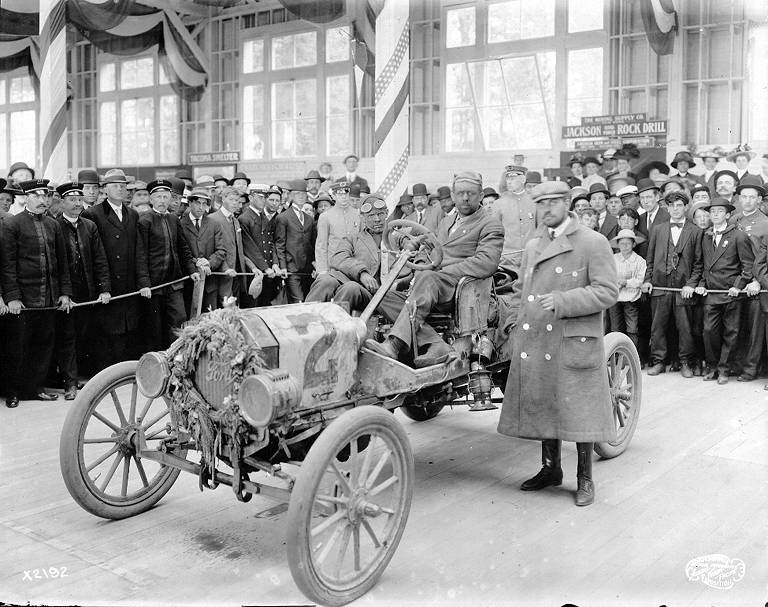
Ford T.

El Ford T apareció en el mercado el 1 de octubre de 1908 y presentaba una gran cantidad de innovaciones. Por ejemplo, tenía el volante a la izquierda, siendo esto algo que la gran mayoría de las otras compañías pronto copiaron. Todo el motor y la transmisión iban cerrados, los cuatro cilindros estaban encajados en un sólido bloque y la suspensión funcionaba mediante dos muelles semielípticos. El automóvil era muy sencillo de conducir y, más importante, muy barato y fácil de reparar. Era tan barato que, con un coste de 825 dólares estadounidenses en 1908 (el precio caía cada año), para 1920 la gran mayoría de conductores habían aprendido a conducir en el Ford T.
Ford también se preocupó de instaurar una publicidad masiva en Detroit, asegurándose de que en cada periódico apareciesen historias y anuncios sobre su nuevo producto. Su sistema de concesionarios locales permitió que el automóvil estuviese disponible en cada ciudad de EE. UU. Por su parte, los concesionarios (empresarios independientes) fueron enriqueciéndose y ayudaron a publicitar la idea misma del automovilismo, comenzando a desarrollarse los clubes automovilísticos para ayudar a los conductores y para salir más allá de la ciudad. Ford estaba encantado de vender a los granjeros, que miraban el vehículo como un invento más para ayudarles en su trabajo.
Las ventas se dispararon. Durante varios años se iban batiendo los propios récords del año anterior. Las ventas sobrepasaron los 250 000 vehículos en 1914. Por su parte, siempre a la caza de la reducción de costes y mayor eficiencia, Ford introdujo en sus plantas en 1913 las cintas de ensamblaje móviles, que permitían un incremento enorme de la producción. 
Si bien se le suele dar el mérito a Ford por esta idea, las fuentes contemporáneas indican que el concepto y su desarrollo partió de los empleados Clarence Avery, Peter E. Martin, Charles E. Sorensen y C. H. Wills. Para 1916 el precio había caído a 360 dólares por el automóvil básico, llegando las ventas a la cifra de 472 000. Al mismo tiempo, se le atribuye erróneamente a Ford el haber sido el primero en aplicar el concepto de la producción por cadena de montaje, cuando en realidad fue Ransom Eli Olds el primero en aplicarla en el año 1900, para producir su modelo Oldsmobile Curved Dash. A pesar de ello, Ford pasó a la historia por haber perfeccionado ese sistema, logrando un rango de producción de mayor escala que con el sistema aplicado por Olds.
Para 1918 la mitad de los coches en EE. UU. eran el modelo T de Ford.[cita requerida] Ford escribió en su autobiografía que «cualquier cliente puede tener el coche del color que quiera siempre y cuando sea negro». Hasta la aplicación de la cadena de ensamblaje, en la que el color que se utilizaba era el negro porque tenía un tiempo de secado más corto, sí que hubo Ford T en otros colores, incluyendo el rojo. El diseño fue fervientemente impulsado y defendido por Henry Ford, y su producción continuó hasta finales de 1927. La producción total final fue de 15 007 034 unidades, récord que se mantuvo durante los siguientes cuarenta y cinco años.

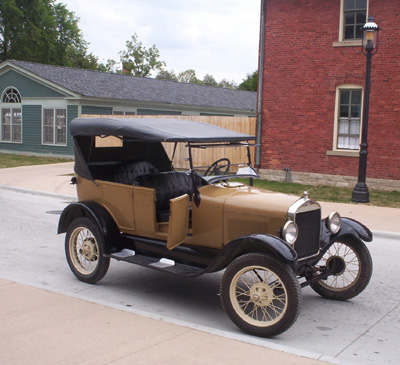
Uno de los últimos modelos de Ford T.

En 1918 el presidente de EE. UU. Woodrow Wilson pidió personalmente a Henry Ford que se presentase a las elecciones al Senado por el estado de Míchigan como representante del Partido Demócrata.
Aunque la nación se encontraba en guerra, Ford se mostró como un político pacifista y defensor de la Sociedad de Naciones. En diciembre de 1918 Henry Ford pasó la presidencia de su compañía a su hijo, Edsel Ford.
Henry, sin embargo, mantuvo su autoridad sobre las decisiones finales y en ocasiones modificó alguna de las decisiones de su hijo. Henry y Edsel compraron todas las acciones que quedaban del resto de inversores con lo que la propiedad absoluta de la compañía quedó en la familia.

### El Modelo A y la carrera tardía de Ford
En 1926, la caída de ventas del Ford T terminó por convencer a Henry de que convenía crear un nuevo modelo de automóvil. Henry se embarcó en el proyecto centrándose en el diseño del motor, el chasis y otras necesidades mecánicas, mientras que dejaba el diseño del cuerpo del automóvil a su hijo. Edsel también logró vencer alguna de las objeciones iniciales de su padre e incluir algunos diseños técnicos como el de la caja de cambios. El resultado fue el Ford A, que apareció en diciembre de 1927 y fue construido hasta 1931 con una producción total de unos cuatro millones de automóviles. La compañía adoptó un modelo de modificaciones anuales del producto similar al que se realiza hoy en día.

### La muerte de Edsel Ford
En mayo de 1943 Edsel Ford muere debido a un cáncer de estómago, dejando vacante la presidencia de la compañía. Henry Ford defendió a Harry Bennett, su socio desde hace muchos años, para que tomase ese puesto. Por su parte, la viuda de Edsel, Eleanor, que había heredado los derechos de voto de Edsel, quería que fuese su hijo Henry Ford II quien se hiciese cargo de la compañía. El tema se zanjó durante un tiempo cuando Henry, a la edad de 79, se hizo cargo de la presidencia personalmente. Henry Ford II fue liberado de sus deberes en la marina y fue nombrado vicepresidente ejecutivo, mientras que Harry Bennett tomó un puesto en el Consejo como responsable de personal, relaciones laborales y relaciones públicas. La compañía pasó por una época complicada en los siguientes dos años, perdiendo diez millones de dólares al mes. En 1945 la senilidad de Henry Ford era ya evidente, y su mujer y su nuera forzaron su dimisión en favor de su nieto, Henry Ford II.

### La filosofía de trabajo de Ford

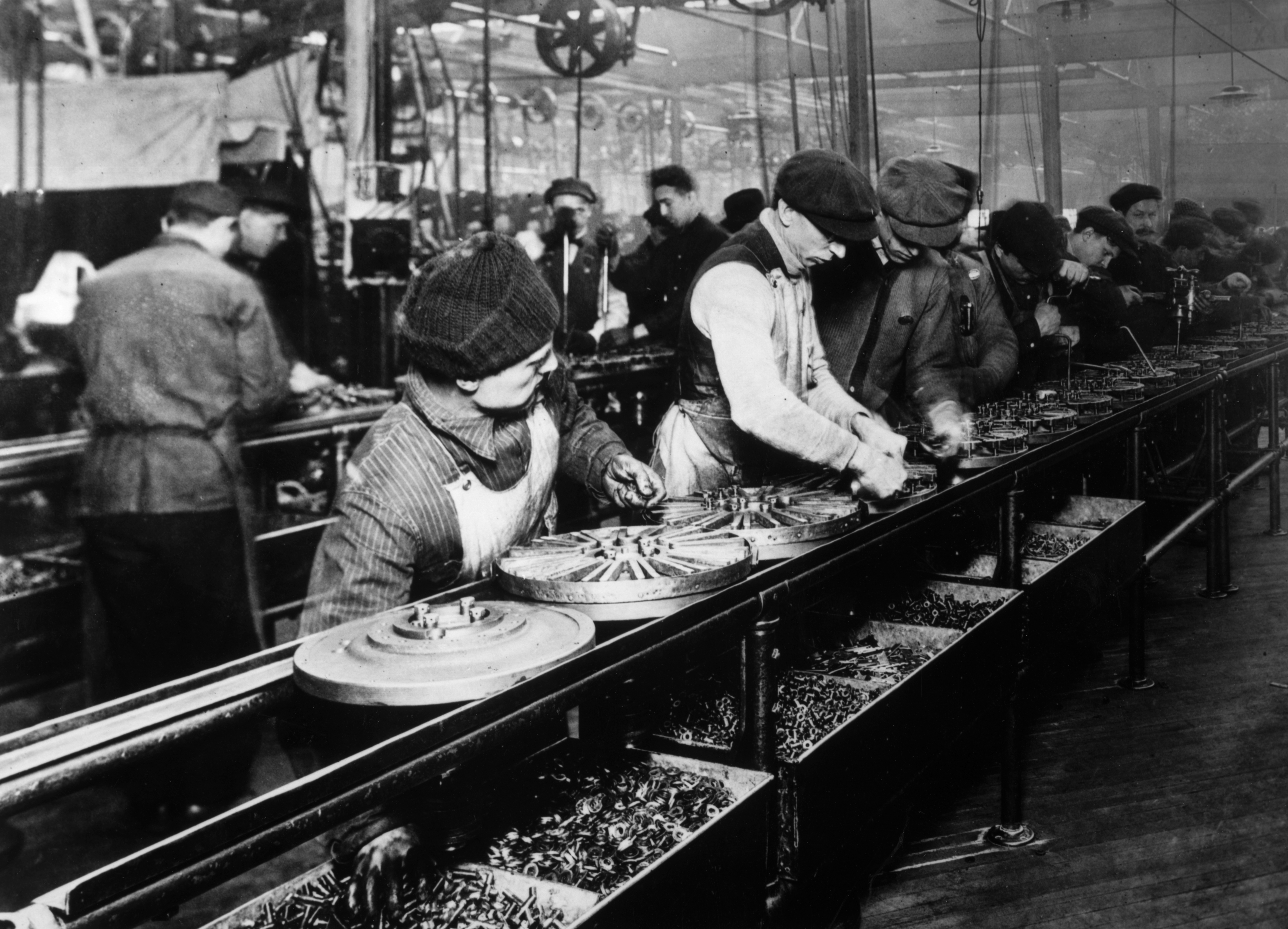
Línea de montaje de Ford T en 1913.

Henry Ford fue un pionero del estado de bienestar a través de la sociedad de consumo. Buscó mejorar el nivel de vida de sus trabajadores y reducir su rotación. La eficiencia suponía contratar y mantener a los mejores trabajadores. El 5 de enero de 1914, Ford anunció su programa retributivo de cinco dólares al día. Este programa revolucionario también incluía la reducción de la jornada laboral de nueve a ocho horas al día, cinco días a la semana, así como el ya mencionado incremento desde 2.34 dólares al día hasta cinco para los trabajadores cualificados.
Ford fue criticado por Wall Street por haber comenzado la implantación de la semana de cuarenta horas y por establecer un salario mínimo. Sin embargo, demostró que un pago así permitía a sus trabajadores el comprar los mismos coches que producían, y que por lo tanto era bueno para la economía. Ford denominó a este incremento en los salarios como una forma de compartir el beneficio. El salario de cinco dólares se ofrecía a los hombres mayores de veintidós años que hubiesen trabajado en la compañía durante seis o más meses y, más importante si cabe, llevasen una vida que fuese aprobada por el «Departamento de Sociología». No aprobaban ni la bebida en abundancia ni el juego. El departamento utilizaba a ciento cincuenta investigadores y apoyaban que los jefes mantuviesen los estándares de los empleados. Un gran porcentaje de los empleados consiguieron calificar para recibir esta parte de los beneficios.
Ford estaba completamente en contra de los sindicatos en sus fábricas. Para parar este tipo de actividad promocionó a Harry Bennett, un antiguo boxeador de la marina, para que fuese la cabeza del Departamento de Servicio. Bennet utilizó varias tácticas de intimidación para acabar con la organización de sindicatos. El incidente más famoso, en 1937, fue una sangrienta pelea entre el cuerpo de seguridad y los sindicalistas enfrente de los medios de comunicación.

## La compañía de aviación de Ford

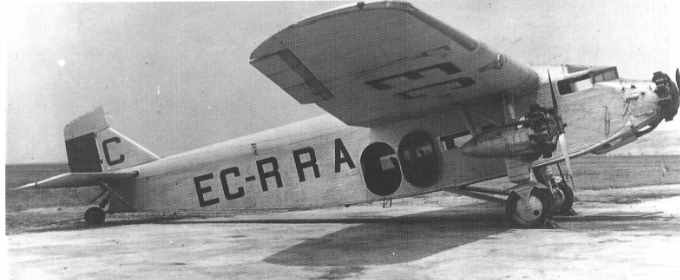
Ford 4-AT-F (EC-RRA) de LAPE.

Ford, igual que otras compañías automovilísticas, entró en el negocio de la aviación durante la Primera Guerra Mundial, construyendo motores Liberty. Después de la guerra volvió a la fabricación propia hasta 1925, cuando Henry Ford adquirió la Stout Metal Airplane Company.
El avión con mayor éxito de Ford fue el Trimotor, comúnmente llamado Tin Goose. Utilizaba una nueva aleación llamada Alclad que combinaba la resistencia a la corrosión del aluminio con la dureza del duraluminio. El avión era parecido al Fokker V.VII-3m, y algunos dicen[¿quién?] que los ingenieros de Ford midieron el avión para luego copiarlo. El Trimotor voló por primera vez el 11 de junio de 1926 y fue el primer avión de pasajeros con éxito, que acomodaba a unos doce pasajeros de una manera medianamente confortable. Hubo diversas variantes que fueron utilizadas por el ejército. En total se construyeron unos doscientos de estos aparatos hasta que la compañía cerró por la caída de ventas producida por la Depresión.
Se considera que el Trimotor Tin Goose de Ford es el precursor de los actuales Fokker 50, Dash 7+, ATR 72, Antonov 24, Avro-HS748, etc. Estos aviones fueron éxitos de la aviación internacional y todavía existen trimotores en vuelo en algunos lugares.

## Mensajero de la paz
En 1915 financió un viaje a Europa, en donde estaba transcurriendo la Primera Guerra Mundial, para sí mismo y otros 170 líderes defensores de la paz. Habló con el presidente Wilson sobre el viaje, pero no recibió apoyo gubernamental. El grupo se dirigió a la neutral Suiza y a los Países Bajos para encontrarse con activistas de la paz. Ford, objeto de muchas burlas, dejó la misión tan pronto como llegó a Suiza.
Un artículo que escribió el escritor británico G. K. Chesterton el 11 de diciembre de 1915 para Illustrated London News muestra el porqué de las burlas a sus esfuerzos. Refiriéndose a Ford como «el comediante estadounidense», Chesterton apunta que Ford había llegado a decir que «pienso que el hundimiento del Lusitania fue deliberadamente planeado para meter a este país, EE. UU. en la guerra. Fue planeado por quienes financian la guerra». Chesterton expresó su «dificultad para creer que los banqueros naden bajo el mar para cortar agujeros en los bajos de los barcos», y preguntó por qué, si lo que Ford decía era cierto, Alemania había aceptado su responsabilidad en el hundimiento y «defendía lo que no había hecho». Según él, los esfuerzos de Ford suponían un problema para pacifistas «más plausibles y presentables».
En el otro lado H. G. Wells, en su novela de ciencia ficción The Shape of Things to Come (La forma de las cosas que vendrán), dedicó un capítulo entero al barco de la paz de Ford, estableciendo que «pese a que no tuvo éxito, su esfuerzo de parar la guerra será recordado mientras que los generales y sus batallas y las masacres sin sentido serán olvidadas». Wells acusaba a la industria armamentista estadounidense y a los bancos —que hicieron grandes beneficios con la venta de municiones a las naciones europeas en guerra— de haber esparcido mentiras, con la finalidad de provocar el fracaso de Ford en sus esfuerzos de paz. Sin embargo, apuntaba que cuando EE. UU. entró en la guerra en 1917, el mismo Ford obtuvo considerables beneficios de la venta de municiones.

## Antisemitismo

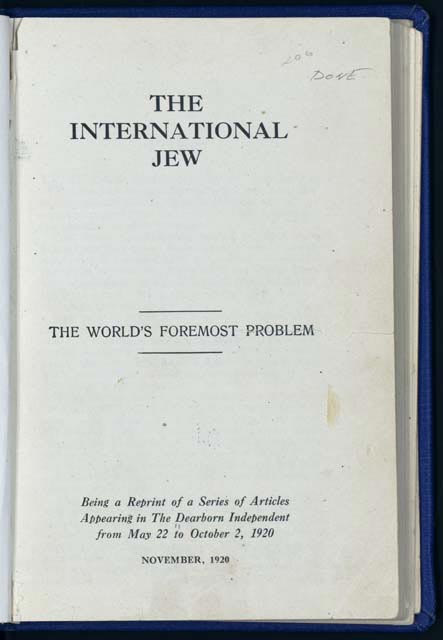
The International Jew, the World's Foremost Problem. Artículos publicados en The Dearborn Independent, 1920.

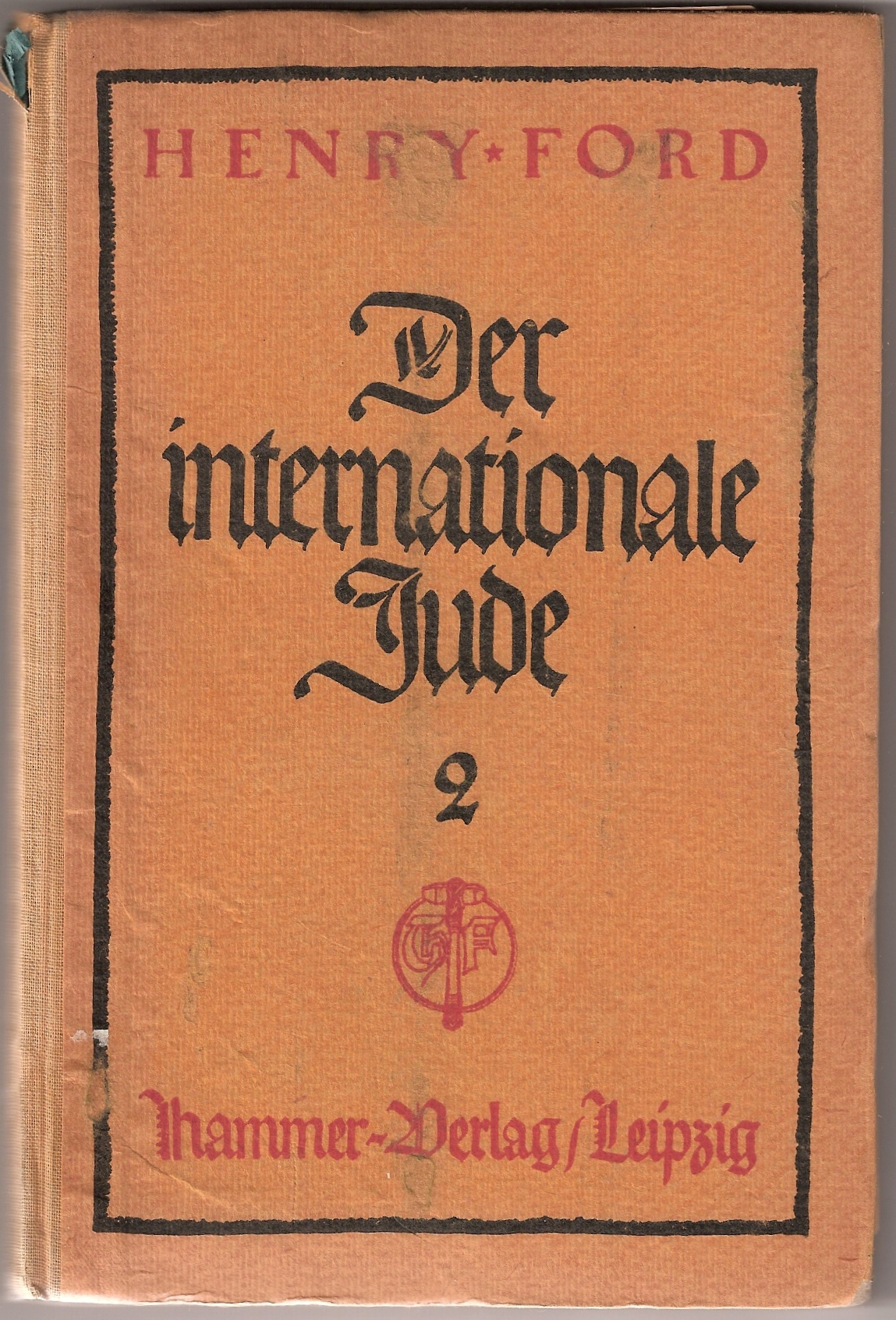
Tomo 2 de una edición alemana.

En 1918, uno de los más cercanos colaboradores de Ford y su secretario personal, Ernest G. Liebold, compró un periódico semanal, The Dearborn Independent, para que Ford pudiese publicar sus opiniones. Para 1920 Ford adoptó ideas antisemitas, y en marzo de ese año comenzó a publicar textos de carácter antijudío en las páginas de su periódico. El periódico siguió funcionando durante ocho años, desde 1920 hasta 1927, y durante ese periodo Liebold fue el editor. El periódico publicó Los protocolos de los sabios de Sion, que fue posteriormente desacreditado por una investigación del periódico The Times de Londres. La Sociedad Histórica Judía de Estados Unidos describe las ideas que aparecían en el periódico como contrarias a la inmigración, al sindicalismo, a las bebidas alcohólicas y a los judíos. En febrero de 1921 el periódico New York World publicó una entrevista con Ford en la que dijo: «El único comentario que diré sobre los Protocolos es que encajan en lo que está pasando». Durante este periodo Ford emergió como «un portavoz respetado para los crecientes nacionalismos y los prejuicios religiosos» llegando a tener alrededor de setecientos mil lectores de su periódico.
Junto con los Protocolos se publicaron otros artículos antisemitas en The Dearborn Independent. En los años veinte se publicó una recopilación de cuatro volúmenes denominada The International Jew, the World's Foremost Problem (El judío internacional, el mayor problema mundial). Vincent Curcio escribe acerca de estas publicaciones que «eran distribuidas muy ampliamente y tuvieron gran influencia», en particular en la Alemania nazi, donde Adolf Hitler las leyó y las admiraba. Hitler colgó la foto de Ford en la pared, y basó varias secciones de Mein Kampf en sus escritos, es más, Ford es el único estadounidense mencionado en el libro. Según Lacey «ningún estadounidense contribuyó tanto al nazismo como Henry Ford». Steven Watts escribió que Hitler «reverenciaba» a Ford, proclamando que «haré lo que pueda para poner sus teorías en práctica en Alemania», y modelando el Volkswagen, el coche del pueblo, a imagen del Ford T».
En Mein Kampf (escrita a mediados de los años veinte) Hitler expresó su opinión:

Son los judíos quienes gobiernan las fuerzas de la Bolsa de Valores en la Unión Estadounidense. Cada año les convierte más y más en los maestros que controlan a los productores de una nación de 120 millones. Pero para la furia de ellos, solo un hombre, Ford, todavía mantiene la total independencia.
Adolf Hitler, Mein Kanph.

Fue denunciado por la Liga Antidifamación (organización judía fundada y dirigida por la B'nai B'rith), si bien los artículos condenaban explícitamente la violencia contra los judíos (volumen 4, capítulo 80), aunque preferían culpar a los judíos de provocar los episodios de violencia. Sin embargo, estos artículos no fueron realmente escritos por Ford, que no escribió prácticamente nada según su testimonio en el juicio. Sus amigos y socios de negocio dijeron que le advirtieron sobre los contenidos del Independent y que Ford probablemente nunca lo leyese (él afirmaba que solo leía los titulares). En cualquier caso, uno de los testigos del juicio traído por uno de los objetivos del periódico afirmaba que Ford sí que conocía los contenidos del Independent antes de su publicación.
Una demanda judicial de Aaron Sapiro (abogado judío de San Francisco que organizaba una granja cooperativa), en respuesta a los comentarios antisemitas de la revista, llevó a que Ford cerrase el Independent en diciembre de 1927. Las noticias dijeron entonces que se había visto sorprendido por el contenido y que no conocía su naturaleza. Durante el juicio, el editor de la «propia página» de Ford, William Cameron, testificó que Ford no tenía nada que ver con los editoriales a pesar de que incluso estuviesen bajo su firma. También testificó que nunca había discutido su contenido ni pedido la aprobación de Ford. Por otro lado, el periodista de investigación Max Wallace dijo que cualquier credibilidad que esta absurda afirmación hubiera podido tener pronto fue echada abajo cuando James M. Miller, un antiguo empleado del periódico, dijese bajo juramento que Ford le había dicho que pretendía ir a por Sapiro.
Michael Barkun observó que Cameron hubiese continuado publicando ese material tan controvertido sin las instrucciones explícitas de Ford parecía impensable para aquellos que conociesen a ambos. Mrs. Stanley Ruddiman, una íntima de la familia de Ford, remarcó que ella «no creía que Cameron escribiese nada para la publicación sin la aprobación de Ford».
Según Spencer Blakesle:

La Liga Antidifamación movilizó a judíos y no judíos prominentes para oponerse públicamente al mensaje de Ford. Formaron una coalición de grupos hebraicos para el mismo propósito, y formularon constantes quejas en la prensa de Detroit. Antes de dejar la presidencia a comienzos de 1921, Woodrow Wilson se unió a otros líderes estadounidenses en una afirmación que rebatía a Ford y a otros por su campaña antisemita. Un boicot contra los productos de Ford por judíos y cristianos liberales también tuvo su impacto, y Ford cerró el periódico en 1927, plasmando su visión en una carta abierta a Sigmund Livingston, de la Liga Antidifamación.

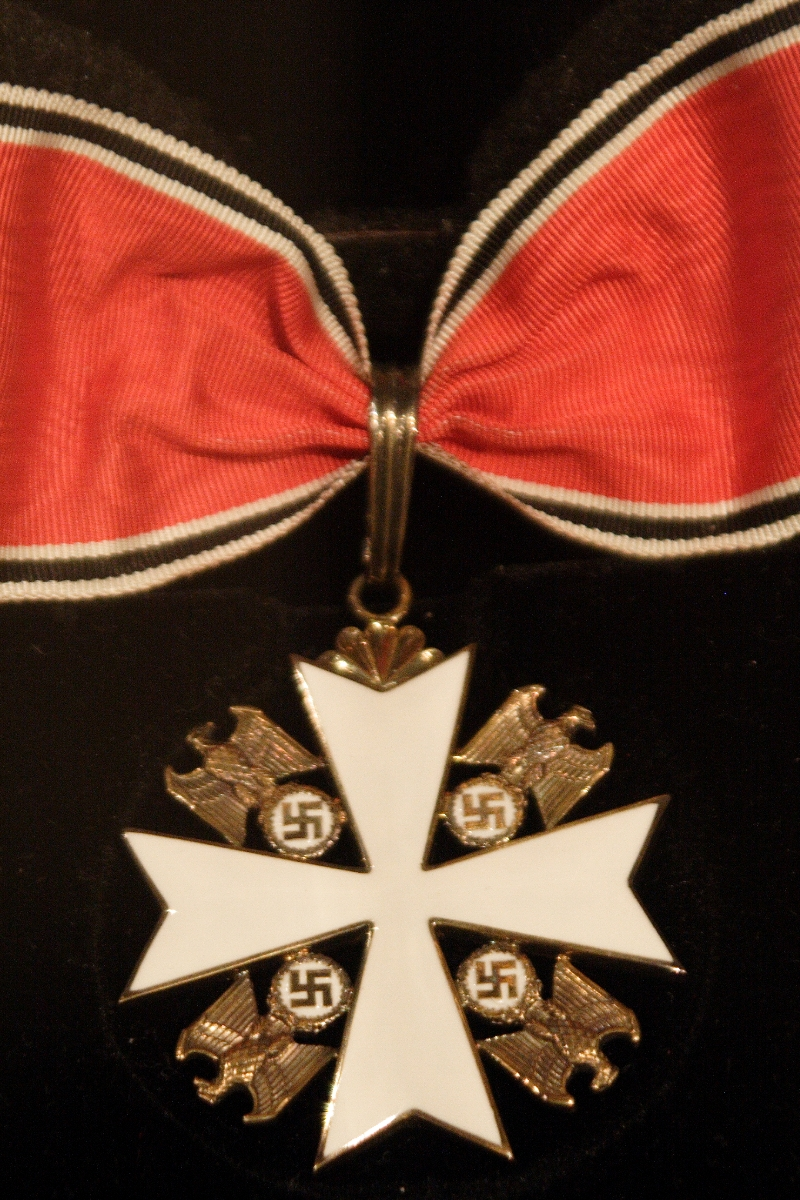
Gran Cruz del Águila Alemana.

Ford se asoció después con el notorio antisemita Gerald L. K. Smith, que comentó tras su encuentro en los años treinta que él era «menos antisemita que Ford». Smith también recalcó que en 1940 Ford no mostraba ningún arrepentimiento por la visión antisemita del Independent y «esperaba publicar The International Jew otra vez más adelante». Ese mismo año Ford comentó en The Guardian que «los banqueros internacionales judíos» eran responsables de la Segunda Guerra Mundial.
En 1938 el cónsul alemán en Cleveland otorgó a Ford la condecoración de la Gran Cruz de la Orden del Águila Alemana, la condecoración más alta que la Alemania nazi podía otorgar a un extranjero.
La distribución de International Jew fue interrumpida en 1942, aunque los grupos extremistas a menudo reciclan el material, que todavía aparece en información y páginas web antisemitas y neonazis.

## Los negocios de Ford a nivel mundial
La filosofía de Ford en cuanto a economía internacional era la de la independencia económica de EE. UU. Su planta del río Rouge, en Míchigan, se convertiría en el mayor complejo industrial del mundo capaz incluso de producir su propio acero. El objetivo de Ford era producir un vehículo desde el comienzo sin depender del comercio exterior. Creía que el comercio y la cooperación internacional llevaban a la paz internacional y usaba línea de producción del Ford T para demostrarlo.
Abrió plantas de producción en el Reino Unido y Canadá en 1911 y pronto se convirtió en el mayor productor de automóviles de esos países. En 1912 Ford cooperó con Agnelli de Fiat para lanzar las primeras líneas de producción italianas. Las primeras plantas en Alemania se construyeron en los años veinte con el apoyo de Herbert Hoover y el departamento de comercio, que estaban de acuerdo con la teoría de Ford de que el comercio internacional era esencial para la paz mundial.
Durante los años veinte Ford también abrió plantas en Australia, India y Francia y para 1929 tenía distribuidores en cinco continentes. Ford experimentó con una plantación de hule comercial en la jungla del Amazonas llamada Fordlândia que fue uno de sus pocos fracasos. En 1929 aceptó la invitación de Stalin para construir una planta modelo (NNAZ, hoy llamada GAZ) en Gorki, ciudad que más tarde fue renombrada Nizni Nóvgorod, y envió a ingenieros y técnicos estadounidenses a ayudar a ponerla en marcha, incluyendo al futuro líder sindicalista Walter Reuther.
El acuerdo de asistencia técnica entre la Ford Motor Company, VSNH y Amtorg (como comprador) concluyó a los 9 años y se prorrogó el 31 de mayo de 1929 firmado por Ford, el vicepresidente Peter E. Martin, V. I. Mezhlauk, y el presidente de Amtorg, Saul G. Bron. Con cualquier nación con la que EE. UU. tuviera relaciones diplomáticas pacíficas, la Ford Motor Company tendría negocios. Para 1932, Ford producía un tercio de toda la producción mundial de automóviles.
La imagen de Ford transfiguró a los europeos, especialmente a los alemanes, provocando «el miedo de algunos, la visión romántica de otros y la fascinación en todos». Los alemanes que discutían el fordismo a menudo creían que representaba algo de la quinta esencia de EE. UU. Veían que el tamaño, el tiempo, la estandarización y la filosofía de producción demostraba que la Ford trabajaba como un servicio nacional: una «cosa estadounidense» que representaba la cultura de EE. UU. Tanto los que lo apoyaban como los críticos insistían en que el fordismo era el epítome del desarrollo capitalista, y que la industria de automóviles era la llave para entender las relaciones económicas y sociales en EE. UU. Un alemán explicó que «los automóviles han cambiado tanto el modo de vida estadounidense que hoy en día uno apenas puede imaginar estar sin coche. Es difícil recordar cómo era la vida antes de que el Sr. Ford comenzase a predicar su doctrina de salvación». Para muchos alemanes, Henry Ford encarnaba la esencia del sueño estadounidense.

## Las carreras

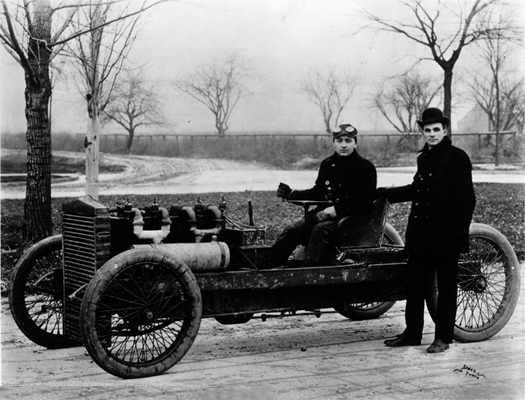
Ford (de pie) lanzó la carrera de Barney Oldfield en 1902.

Ford comenzó su carrera de piloto de carreras y mantuvo su interés en estas. Desde 1909 hasta 1913, Ford llevó al Modelo T a las carreras, acabando primero (aunque luego fue descalificado) en una carrera a través de EE. UU. en 1909, y estableciendo el récord de velocidad de una milla en Detroit en 1911 con el conductor Frank Kulick. En 1913, Ford intentó meter a un nuevo modelo T en las 500 millas de Indianápolis, pero le dijeron que las normas obligaban a que se añadiesen unos 450 kg de peso al coche para participar en la carrera. Ford se retiró de la carrera y pronto dejó permanentemente las carreras alegando no estar satisfecho con las normas del deporte y las demandas de ese momento.

## La Fundación Ford
Henry Ford creó junto a su hijo, Edsel, la Fundación Ford en 1936 con el amplio objetivo de promocionar el bienestar de la gente. Ford dividió su capital en un pequeño número de acciones con voto, que repartió entre su familia, y un gran número de acciones sin voto que dio a la Fundación. La Fundación creció inmensamente y, para 1950, ya tenía un ámbito internacional. Gradualmente fue vendiendo todas sus acciones en el mercado desde 1955 hasta 1974, y perdió su conexión con la Ford Motor Company y la familia Ford.

## Muerte
Cuando Edsel Ford, presidente de Ford Motor Company, murió de cáncer en mayo de 1943, el anciano y enfermo Henry Ford decidió asumir la presidencia. En este punto, Ford, que tenía cerca de ochenta años, había tenido varios eventos cardiovasculares (citados como ataques cardíacos o derrames cerebrales) y era mentalmente inconsistente, sospechoso y, en general, ya no era apto para tales inmensas responsabilidades.
La mayoría de los directores no querían verlo como presidente. Pero durante los últimos veinte años, aunque había estado sin ningún título ejecutivo oficial, siempre había tenido un control de facto sobre la compañía; la junta y la gerencia nunca lo habían desafiado seriamente, y este momento no fue diferente. Los directores lo eligieron y sirvió hasta el final de la guerra. Durante este período, la compañía comenzó a declinar, perdiendo más de diez millones de dólares al mes (147 750 000 de dólares hoy). La administración del presidente Franklin Roosevelt había estado considerando una toma de control de la compañía por parte del gobierno para asegurar la producción de guerra continua, pero la idea nunca progresó.
Al fallar su salud, Ford cedió la presidencia de la compañía a su nieto, Henry Ford II, en septiembre de 1945 y se retiró. Murió el 7 de abril de 1947, de una hemorragia cerebral en Fair Lane, su propiedad en Dearborn, a la edad de 83 años. Se realizó una visita pública en Greenfield Village, donde hasta cinco mil personas por hora pasaron el ataúd. Los servicios funerarios se llevaron a cabo en la Iglesia Catedral de San Pablo de Detroit y fue enterrado en el cementerio de Ford en Detroit.

## Apariciones en obras artísticas
- Es mencionado en el libro de Aldous Huxley: Un mundo feliz.
- Se le menciona en el libro de Yevgueni Zamiatin: Nosotros.
- Es uno de los personajes de la serie documental Gigantes de la Industria.[32]
- En Assassin's Creed II se menciona que fue líder de la Orden Templaria y uno de los fundadores de Industrias Abstergo.
- En la distopía de «La conjura contra América» de Philip Roth forma parte del gobierno fascista socio de Hitler.

## Obras
- The Case Against the Little White Slaver («El caso contra el pequeño esclavista blanco»), 1914.
- La cuestión judía: una selección de los artículos (1920-1922) publicados por el semanario The Dearborn Independent y reimpresos más tarde bajo el título general de The International Jewish.
- El judío internacional: El primer problema del mundo, 1920.
- My life and work («Mi vida y obra»), Garden City, NY, Doubleday, Page & company, 1922.
- Today and Tomorrow («Hoy y mañana») junto con Samuel Crowther, 1926.
- My Philosophy of Industry («Mi filosofía de la industria») junto con Ray Leone Faurote, 1929.
- Edison As I Know Him («Edison como lo conozco»), junto con Samuel Crowther, 1930.